# 克羅賽爾
克羅賽爾（英語：Crocell）是所羅門七十二柱魔神中排第49位的魔神，爵位是公爵，統率48個軍團。相傳貌若天使，可以洞察隐秘，授人几何与艺术。呈現出天使的外形，他能揭露神秘隱藏的事物，傳授地理與科學的藝術。在召喚者的要求下，他可以造出激流般的龐大聲響，然而實際什麼都沒有，他能使水升溫，並發現溫泉。在墮落前祂原是能天使。在召喚者面前以天使樣貌出現的72柱魔神還有：因波斯、亞斯她錄及華烈克，不過這些天使造型的魔神，幾乎都是坐在邪惡生物的背上、或是身上有變異的樣貌，只有克羅賽爾是純粹的天使貌。